# فرديناند أوقست جيجير
فرديناند أوقست جيجير (بالإنجليزية: Ferdinand August Geiger)‏ هو محامي وقاضي أمريكي، ولد في 15 أكتوبر 1867 في كاسفيل في الولايات المتحدة، وتوفي في 31 يوليو 1939.